# Rhapis
Rhapis là một chi chứa khoảng 11 loài cây nhỏ trong họ Arecaceae bản địa khu vực đông nam châu Á, từ miền nam Nhật Bản và miền nam Trung Quốc về phía nam tới Sumatra. Các loài trong chi này nói chung có tên gọi trong tiếng Việt là mật cật (chia sẻ chung với một vài loài trong các chi Guihaia và Licuala).
Chúng là các loài cọ cánh lá quạt (tông Trachycarpeae), với các lá có cuống trần trụi kết thúc bằng các lá chét tỏa ra như hình quạt thuôn tròn. Các loài cây này có thân nhỏ và mỏng, cao tới 3–4 m, tỏa nhánh từ gốc, tạo thành các lùm cây và là đơn tính khác gốc, với hoa đực và hoa cái sinh ra ở các cây khác nhau.
Rhapis có quan hệ họ hàng gần với các chi Maxburretia và Guihaia và cùng nhau tạo thành một đơn vị phân loại trong phân tông Rhapidinae được đại diện bằng sự chuyên biệt hóa lá noãn.
1. Rhapis cochinchinensis (Lour.) Mart.: Mật cật Nam Bộ, mật cật Lào, mật cật hoa to, cây lụi. Phân bố: Thái Lan, Lào, Việt Nam.
2. Rhapis divaricata (Thunb.) A.Henry: Lụi, mật cật, mật cật rẻ, mật cật rẽ, hèo cảnh. Phân bố: Trung Quốc (Phúc Kiến, Quảng Đông, Quý Châu, Hải Nam, Vân Nam), Việt Nam; tự nhiên hóa tại Thái Lan, Nhật Bản, quần đảo Lưu Cầu.
3. Rhapis excelsa (Thunb.) A.Henry: Mật cật, hèo cảnh, hèo quạt, lụi, trúc mây. Phân bố tại Trung Quốc (Quảng Đông), Việt Nam, Thái Lan, Nhật Bản.
4. Rhapis gracilis Burret: Phân bố tại Trung Quốc (Quảng Đông, Quảng Tây, Hải Nam), Việt Nam.
5. Rhapis humilis Blume: Mật cật nhỏ, lụi nhỏ. Phân bố: Trung Quốc (Quảng Tây, Quý Châu), Việt Nam. Tự nhiên hóa tại Nhật Bản và Indonesia (Java).
6. Rhapis micrantha Becc.: Mật cật hoa nhỏ, hèo. Phân bố tại Lào, Việt Nam.
7. Rhapis multifida Burret: Phân bố tại Trung Quốc (Quảng Tây, Vân Nam).
8. Rhapis puhuongensis M.S.Trudgen, T.P.Anh & A.J.Hend.: Mật cật Pù Huống. Phân bố tại Việt Nam (Nghệ An).
9. Rhapis robusta Burret: Phân bố tại Trung Quốc (Quảng Tây), Việt Nam.
10. Rhapis siamensis Hodel: Phân bố tại Thái Lan.
11. Rhapis subtilis Becc.: Phân bố tại Thái Lan, Lào, Campuchia, Indonesia (Sumatra).
12. Rhapis vidalii Aver., T.H.Nguyên & P.K.Lôc: Phân bố tại Việt Nam (Hòa Bình, Thanh Hóa).

## Trồng và sử dụng
Một số loài được trồng làm cây cảnh, trong đó Rhapis excelsa là phổ biến nhất. Rhapis excelsa và một số loài khác có thể chịu được lạnh vừa phải và có thể trồng ngoài vườn trong các khu vực có khí hậu cận nhiệt đới hoặc ôn đới ấm. Rhapis excelsa được NASA liệt kê như là một trong các loài thực vật tốt nhất có khả năng loại bỏ các chất độc trong không khí.